# Buluggin ibn Muhammad
Buluggin ibn Muhammad (... – 1062) è stato un principe berbero, quarto sovrano della dinastia degli Hammadidi che regnò a Bijaya, nell'odierna Algeria tra il 1046 e il 1062.
Comandò un'armata in Marocco, contro gli Almoravidi, riuscendo a conquistare per breve tempo Fès. Durante la sua ritirata, fu assassinato da un agente mandato dal suo futuro successore, Nasir ibn al-Nas.